# Gregynog

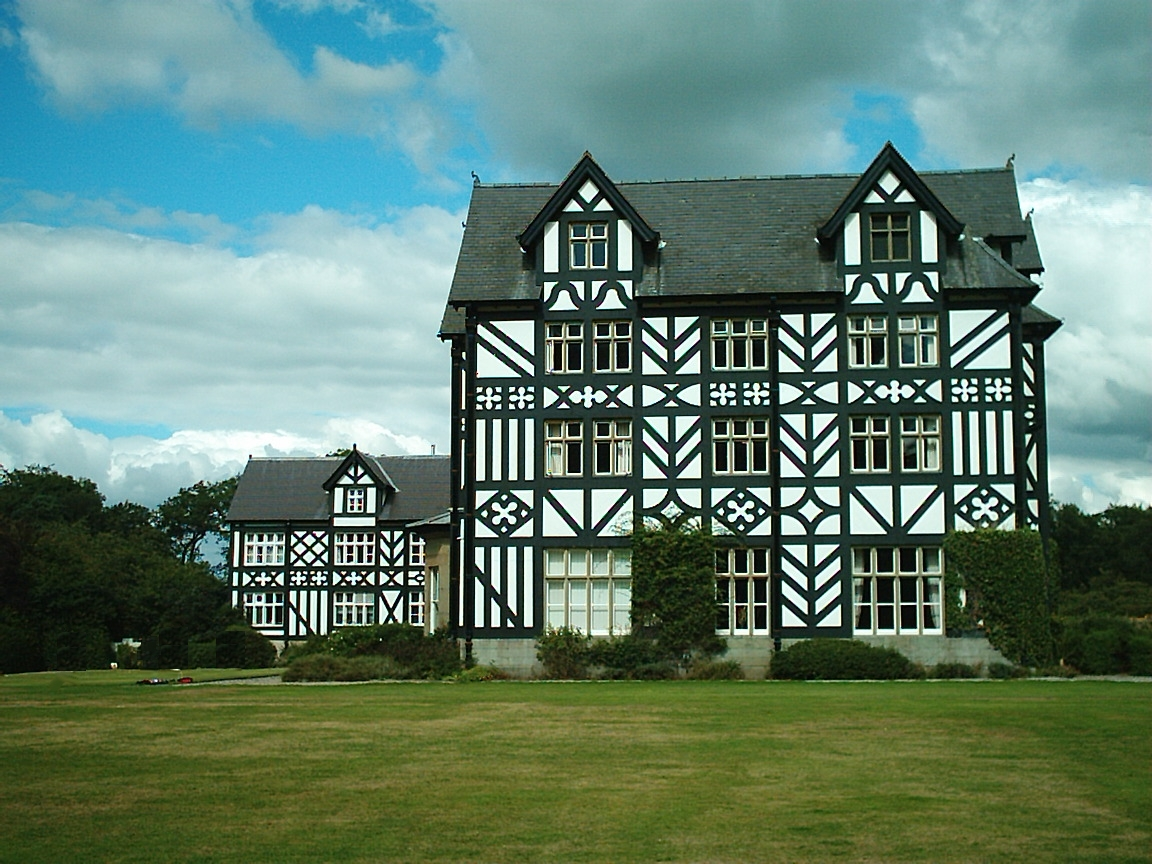
Gregynog

Gregynog ist ein ehemaliges Herrenhaus in Wales.
Es befindet sich sechs Kilometer nordwestlich der Stadt Newtown in der Grafschaft Powys. Heute dient es der University of Wales als Konferenzzentrum.

## Geschichte
An der Stelle des heutigen Gebäudes standen bereits seit dem 12. Jahrhundert verschiedene Vorgängerbauten. Charles Hanbury-Tracy, 1. Baron Sudeley, ließ Gregynog in der jetzigen Form in den 1840er Jahren erbauen. 1920 erwarben die als Kunstsammlerinnen bekannten Schwestern Gwendoline und Margaret Davies das Herrenhaus. Die Davies-Schwestern begründeten 1932 das bis heute jährlich stattfindende Gregynog Music Festival. Bereits in den ersten Jahren des Festivals kamen bedeutende Musiker wie Vaughan Williams, Gustav Holst, Edward Elgar und Benjamin Britten nach Gregynog. Zu den Gästen des Festivals gehörten bedeutende Persönlichkeiten wie der britische Premierminister Stanley Baldwin und der Dramatiker George Bernard Shaw. Darüber hinaus begründeten die Davies-Schwestern mit der Gregynog Press eine Privatdruckerei für limitierte, handgebundene Editionen, die sich noch heute in Gregynog befindet. Nachdem Gwendoline Davies bereits 1951 verstorben war, gelangte Gregynog nach dem Tod von Margaret Davies 1963 als Stiftung an die University of Wales.

## Gregynog heute
Der ursprünglich 73 km² große Besitz umfasst heute neben dem Herrenhaus eine 3 km² große Parkanlage mit Arboretum und Landschaftsgarten. Hier findet jährlich im Juni das von der Gregynog Festival Company veranstaltete Musikfestival statt. Neben der Druckerei Gregynog Press beheimatet das Herrenhaus eine Vielzahl von Sammlungsgegenständen aus dem Besitz der Davies-Schwestern. Hiervon ausgenommen sind die bedeutenden Gemäldesammlungen von Gwendoline und Margaret Davies, die nach ihrem Tod ins National Museum Cardiff gelangten. Die University of Wales nutzt Gregynog heute überwiegend für Konferenzen.